# Ivana Chmel Denčevová
Ivana Chmel Denčevová (* 31. července 1965, Jihlava, Československo) je česká rozhlasová moderátorka, redaktorka a publicistka věnující se pořadům a projektům z oblasti moderní historie, od listopadu 2023 členka Rady České televize.

## Život
Vystudovala Filozofickou fakultu Univerzity Karlovy v Praze, obor historie – český jazyk. Specializuje se na témata z historie, a to především z oblasti soudobých dějin. Tématu českého undergroundu se badatelsky věnovala ve své rigorózní práci, kterou obhájila v roce 2013 na FF UK (získala titul PhDr.).
Pracovní kariéru začínala v komerčních médiích, v roce 2001 pak přešla do rozhlasové stanice Český rozhlas 6 – Rádio Svobodná Evropa. Tato stanice se v roce 2013 transformovala na Český rozhlas Plus, kde připravuje a moderuje pořady Jak to bylo doopravdy, Hovory a jednou měsíčně v sobotu Historie Plus. Na Českém rozhlasu Dvojce pak připravuje seriál Osudové ženy.
Je spoluautorkou knih, které navazují na rozhlasové cykly: Tváře undergroundu (2012), Fenomén Karel Kryl (2014) a Rozděleni železnou oponou (2015).
Dne 29. listopadu 2023 ji Senát PČR zvolil hned v prvním kole volby členkou Rady České televize, získala 45 hlasů od 78 přítomných senátorů.